# Żleb Chmielowskiego (Poślednia Przełączka)

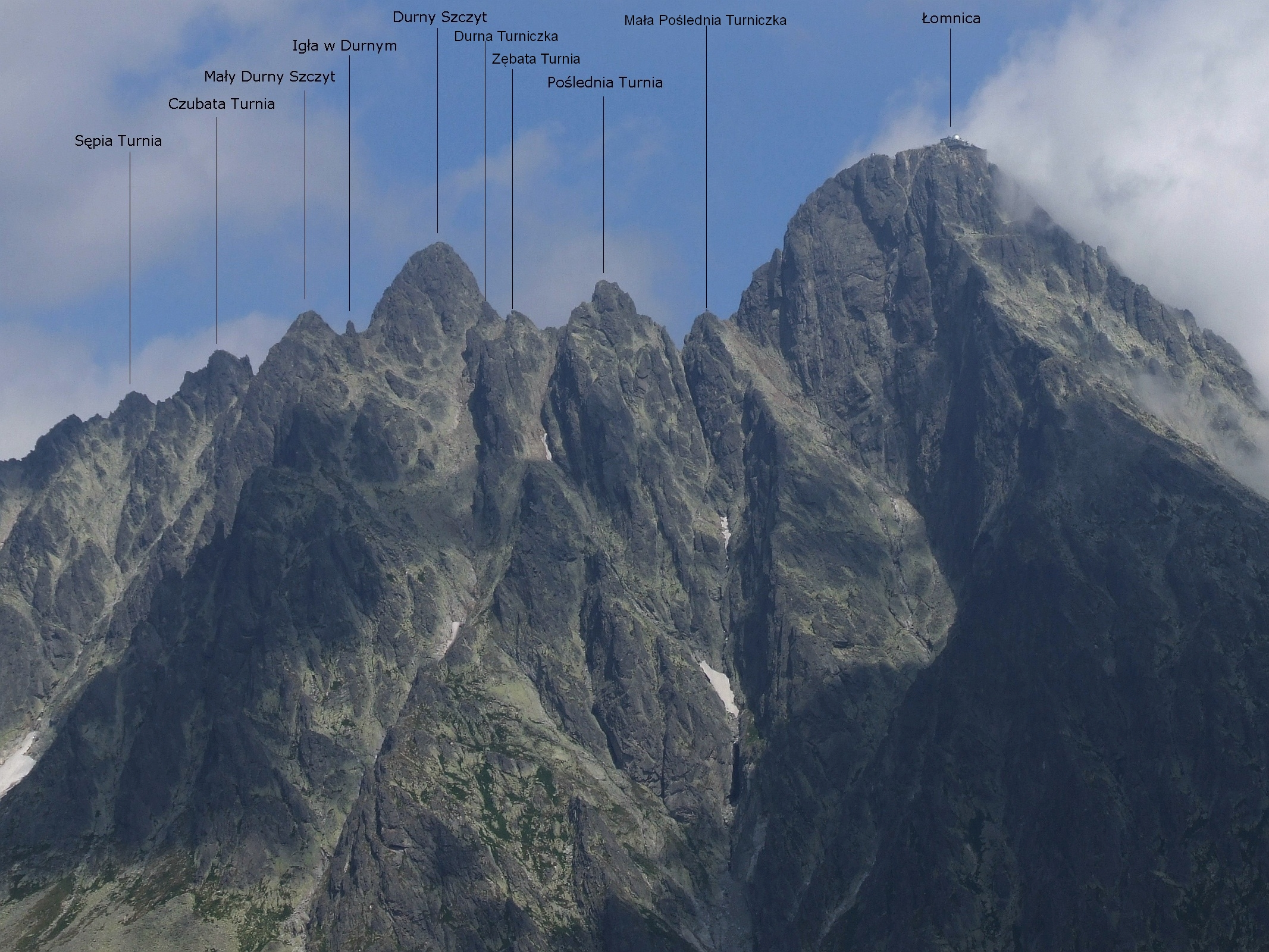
Żleb Chmielowskiego pomiędzy Poślednią Turnią i Małą Poślednią Turniczką

Żleb Chmielowskiego (słow. Chmielowského roklina, Chmielowského kuloár, niem. Chmielowski-Schlucht, Chmielowski-Couloir, węg. Chmielowski-szakadék, Chmielowski-kuloár) – żleb w słowackich Tatrach Wysokich, w południowo-wschodniej grani Wyżniego Baraniego Zwornika. Opada z Pośledniej Przełączki, wcinając się między ścianę Pośledniej Turni i grań Małej Pośledniej Turniczki. Ma wylot na Wielkim Łomnickim Ogrodzie w Dolinie Małej Zimnej Wody.
Żlebem Chmielowskiego prowadzi jedna z trudniejszych dróg wspinaczkowych w tym rejonie. Nazwę żlebu nadano dla uczczenia Janusza Chmielowskiego – taternika, autora pierwszego przewodnika dla taterników i pierwszego zdobywcy niektórych tatrzańskich szczytów (m.in. w 1898 r. Poślednia Turnia). Jest to wybitny, kamienisty i bardzo stromy żleb. Z prawej strony (patrząc od dołu) wpada do niego Żleb Téryego. Spływająca nim woda tworzy Capią Siklawę, a w zimie lodospad.